# 相生橋
相生橋（日语：相生橋）是一座位於日本廣島縣廣島市中區、橫跨元安川與本川的公路鐵路兩用橋，也因為橋剛好位於本川分流為元安川與本川地點，橋的東端接基町，西端接本川町，南端接中島町，因此橋位於連接三地的特殊位置形成日本少見的T字型大橋。

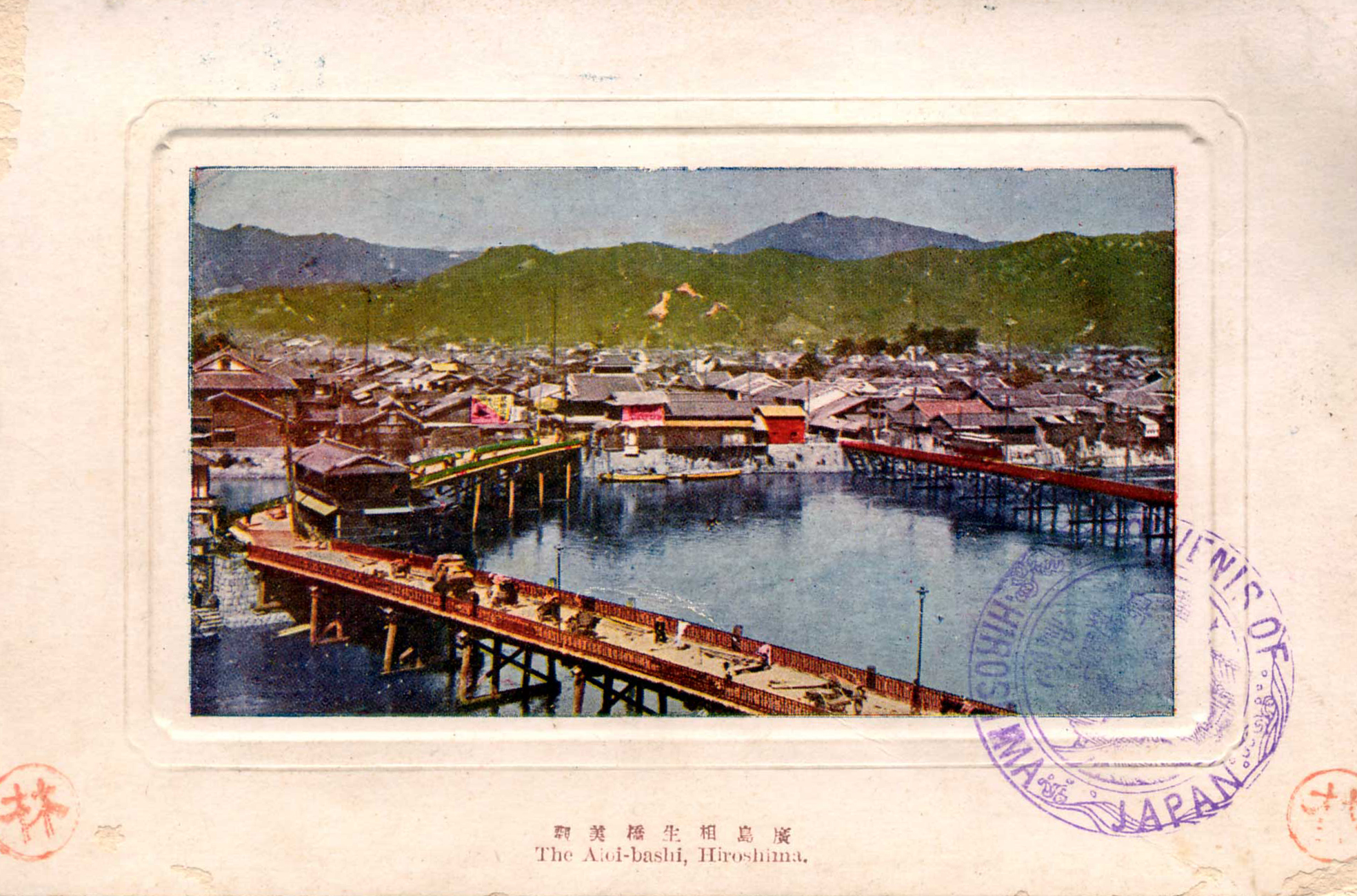
1880年代V字型木造相生橋

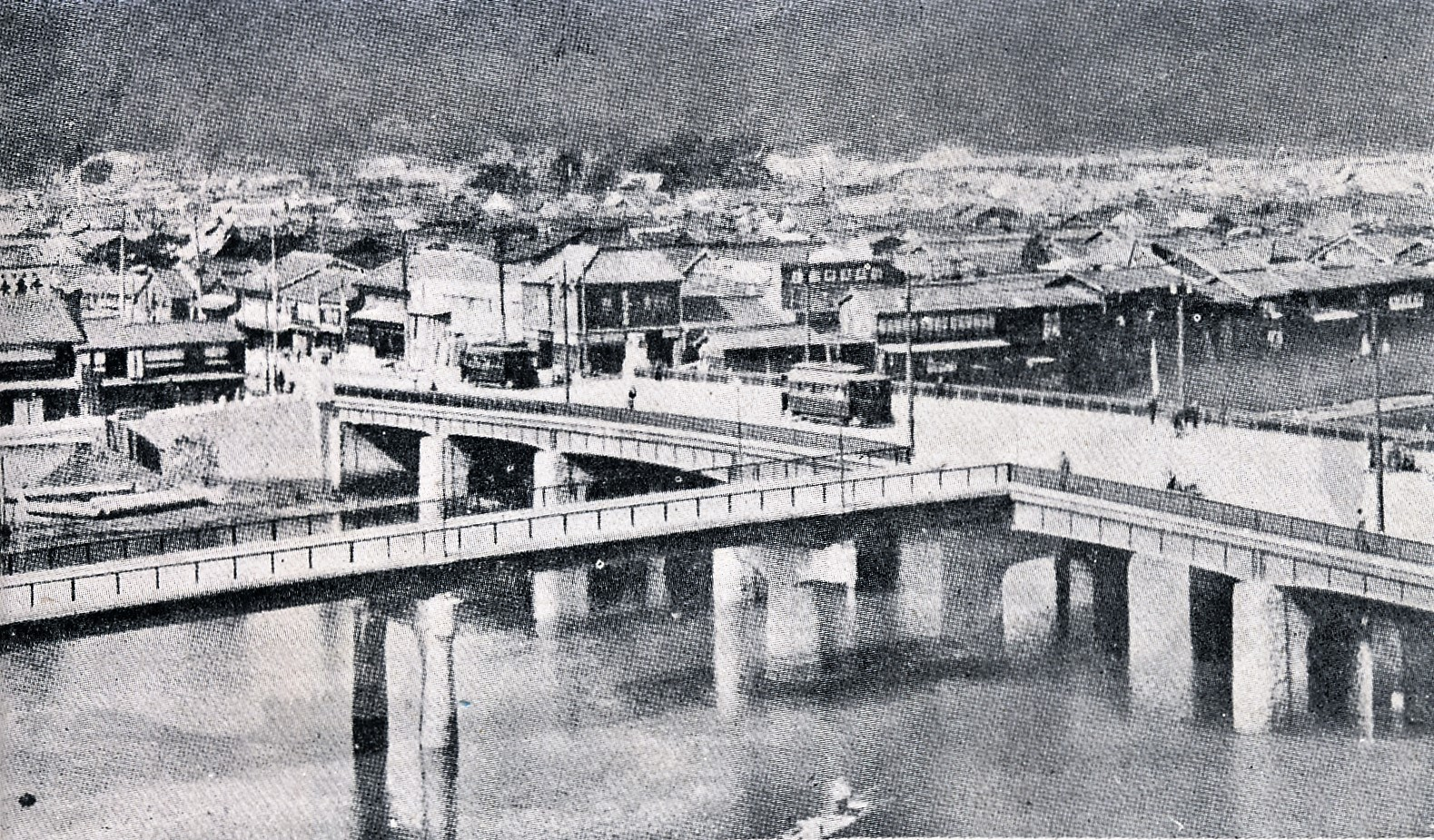
二戰前T字型相生橋

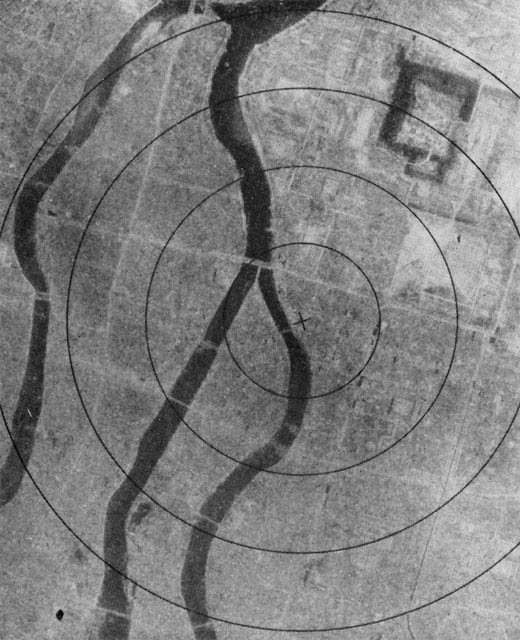
原子彈爆炸後的廣島市中心與爆炸中心的距離示意圖。在爆炸中心西北方、兩條河流分流處的橋樑即為相生橋

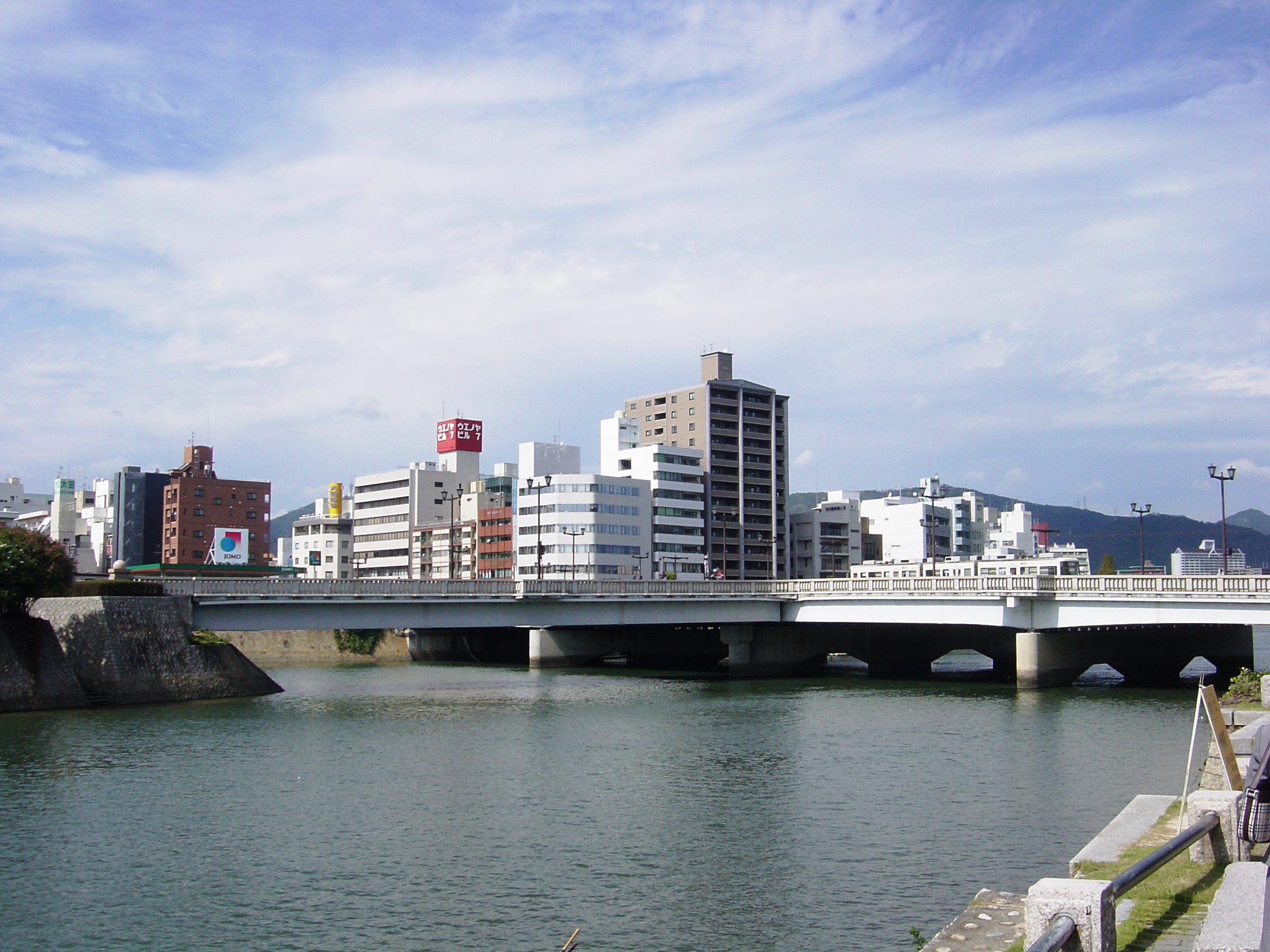
1983年改建後的T字型相生橋

## 历史
1878年（明治11年）建造了廣島市相生橋木橋，此時相生橋有東西兩部分組成，東邊橫跨元安川連接到中島地區的慈仙寺東側，西邊橫跨本川連接到慈仙寺西側，因為東西兩橋相會合於中島町類似V字型而稱為相合橋後改稱相生橋；1932年（昭和7年）在木製相生橋北方建造了二次大戰前的廣島市相生橋，此時因為北方新相生橋與南方舊相生橋間有通道形狀似工或稱為H字型，1940年在木製舊橋拆除後便類似T字造型。
由於新相生橋類似T字造型在空中容易辨識，在二次大戰時期1945年（昭和20年）8月6日（星期一）美國陸軍航空軍軍機進行原子彈轟炸廣島時，便以相生橋作為投彈時的瞄準目標。但在實際投彈後原子彈偏移了240公尺，在島醫院（日语：島病院）上空距離地面600公尺高度爆炸。
相生橋在原子彈爆炸後雖然遭到超過設計負荷的15倍強烈衝擊與壓力損壞，橋梁變形、北側護欄掉落元安川中並且部分人行道掀起但仍可通行，在經過修復後繼續使用了38年，直到1983年才因為老舊不堪使用重建，重建時並配合南方的廣島和平紀念公園周邊環境使用花崗岩製造而成，目前新橋柱上的相生橋字樣由日本前衆議院議長灘尾弘吉先生所提，原相生橋留有舊相生橋碑。在相生橋東側的元安川下游方向，每年8月6日都會舉行將燈籠流放於河中祈求和平、悼念原爆罹難者的祭典。
T字型的相生橋東西方向是廣島市區內主要道路相生通（日语：相生通り）的一部份，而該道路的鄰近路段本身則是日本國道183號與國道261號的一部份，除了公路交通外，在橋面中央也鋪設有廣島電鐵本線的路軌，南北方向的短橋部分是由東西向橋的中央往南端連接廣島和平紀念公園。
東西向橋長123.35公尺，寬41公尺其中車道寬28公尺，兩側人行道各6公尺寬；南北短橋長53公尺，寬11到13公尺。